# Smagne
Die Smagne ist ein Fluss in Frankreich, der im Département Vendée in der Region Pays de la Loire verläuft. Sie entspringt bei Bourseguin, im Gemeindegebiet von Bourneau, entwässert generell in Richtung West und mündet nach rund 50 Kilometern bei Mareuil-sur-Lay-Dissais als linker Nebenfluss in den Lay.

## Orte am Fluss
- Saint-Cyr-des-Gâts
- Thiré
- Sainte-Hermine
- Bessay
- Mareuil-sur-Lay-Dissais